# Karel Vávra (sochař)

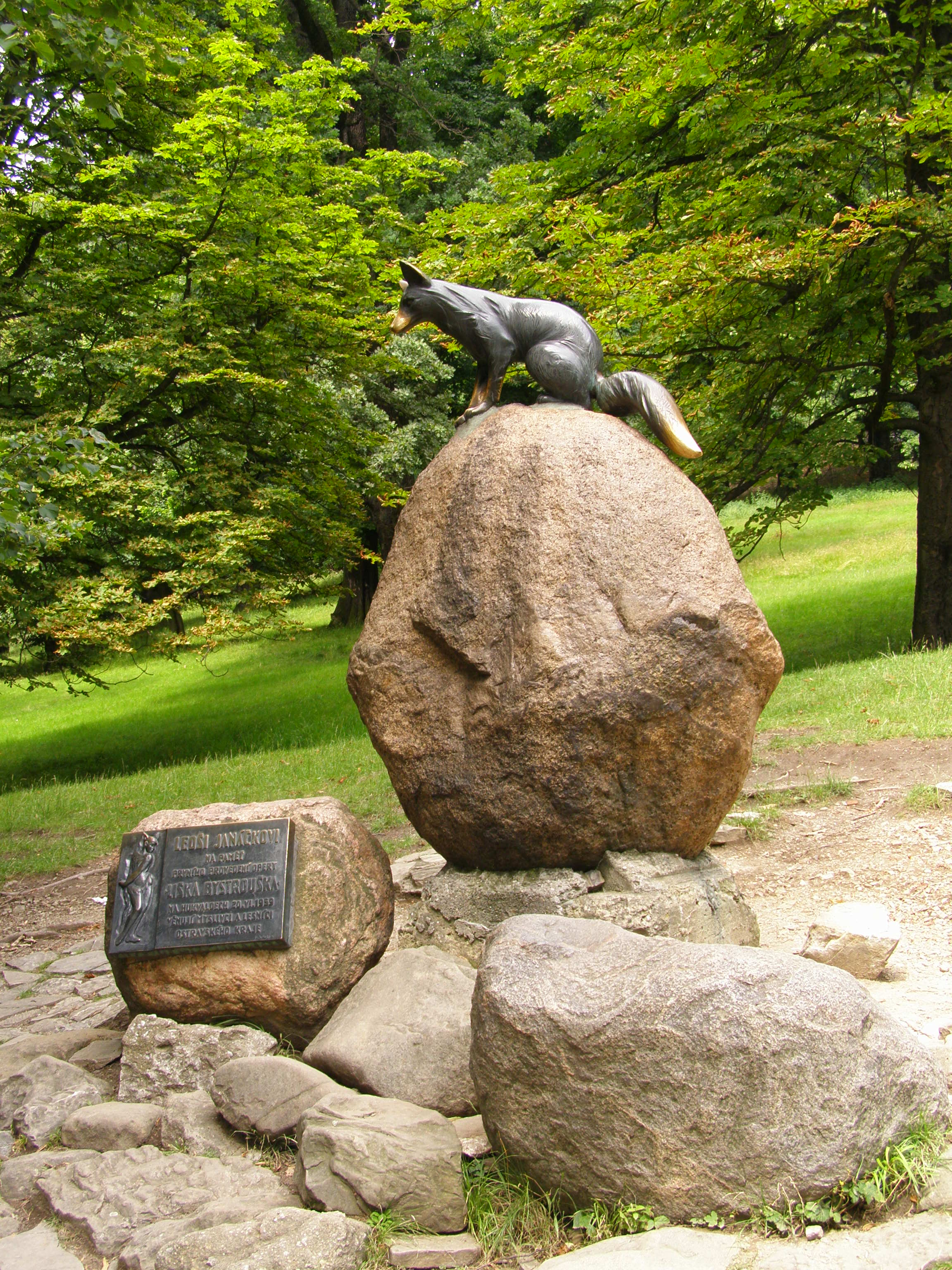
Liška Bystrouška, Hukvaldy

Karel Vávra (14. září 1914 Ostrava – 5. srpna 1982) byl český sochař a medailér.

## Život a dílo
Karel Vávra byl syn ostravského sochaře Rudolfa Vávry. Nejprve studoval na Státní průmyslové škole sochařské a kamenické a pak v letech 1932 – 1936 studoval na Akademii výtvarných umění v Praze u prof. Otakara Španiela, kde získal podstatnou průpravu pro zpracování reliéfů a zejména ve figurální kompozici a portrétu. Od roku 1938 pracoval v otcově kamenosochařské dílně v Ostravě.
V poválečné výstavbě Ostravy se Vávrovy kamenné reliéfy uplatnily na mnoha veřejných budovách a obytných domech. Dalším významnými díly jsou sochařské pomníky významných osobnosti, válečných obětí nebo historických událostí. Jeho tvorba zahrnuje také náhrobky, mramorové oltáře, bronzové reliéfy a portréty a je zastoupena také ve sbírkách Galerie výtvarného umění v Ostravě či Univerzitního muzea VŠB – Technické univerzity Ostrava.